# Prodotiscus regulus
El indicador dorsipardo (Prodotiscus regulus) es una especie de ave piciforme de la familia Indicatoridae. Está ampliamente distribuido en África al sur del Sáhara, siendo una especie común.

## Subespecies
Se han descrito las siguientes subespecies:
- Prodotiscus regulus regulus
- Prodotiscus regulus camerunensis